# Langue des signes jamaïcaine rurale
La langue des signes jamaïcaine rurale (en anglais : Jamaican Country Sign Language, JCSL ou Country Sign ; en patois jamaïcain : Konchri Sain), est la langue des signes utilisée par une quarantaine de personnes sourdes et leurs proches en 2011, il est rapporté qu'en 2016 il ne reste que quatre monolingues. Cette langue des signes est apparue dans la paroisse de Saint Elizabeth en Jamaïque.

## Caractéristiques
Le fort taux de surdité congénitale de la paroisse de Saint Elisabeth et le manque d'institutions éducatives a amené les sourds de la région à créer leur propre langue des signes. Tout comme les autres langues des signes villageoises, la JCLS est également pratiquée par les personnes entendantes de la communauté.

## Utilisation
Bien que les utilisateurs de la JCSL l'aient enseigné aux jeunes générations, la création récente dans la région de l'école pour les sourds Maranatha, qui utilise la langue des signes jamaïcaine moderne (JSL), a conduit à un abandon de la JCSL par la jeune génération. La plupart des jeunes sourds de la région sont maintenant bilingues JCSL-JSL et peuvent changer de lexique dans leurs conversations, tandis que d'autres choisissent de ne pas utiliser la JCSL du tout. En réponse à cette tendance, les utilisateurs âgés indiquent qu'ils ne sont pas préoccupés par la perte de la JCSL dans leur communauté et qu'il voient la JSL comme l'avenir de la langue des signes en Jamaïque. À cause de cela et du peu de documentation sur la JCSL, celle-ci est vouée à disparaître en même temps que ses derniers utilisateurs.